# スカウト運動
スカウト運動（スカウトうんどう、英語: Scout Movement）、スカウティング（Scouting）は、若者の社会で有用とされ得る肉体的・精神的スキル向上の手助けを目的とする教育運動。
その教育はアウトドアとサバイバル技能に重きを置く。この運動は20世紀の前半期にカブスカウト・ボーイスカウト・ローバースカウトの三つの部門をもつまでに成長し、また1910年には新たに女子教育のためにガールガイド（ブラウニー・ガイド・レンジャーの部門を持つ）が設立された。今日では世界的な青少年組織の一つとなっている。
イギリス陸軍中将であったロバート・ベーデン＝パウエルは1906年と1907年に少年向けの偵察・斥候術の本を著した。1908年に、ベーデン＝パウエルは先に出版した自らの軍事関係の著書を基に、フレデリック・ラッセル・バーナム、アーネスト・トンプソン・シートン（ウッドクラフト・インディアンズの指導者）、ウィリアム・アレクサンダー・スミス（ボーイズブリゲードの指導者）の助言と援助を得てピアソンからスカウティング・フォア・ボーイズを出版する。この本ために、ベーデン＝パウエルは1907年の夏にブラウンシー島で実験キャンプを行っている。一般的にはこの実験キャンプとスカウティング・フォア・ボーイズの出版をもって、スカウト運動が始まったとみなされている。
スカウト運動はスカウト教育法と呼ばれる、キャンプ、工作、ウォータースポーツ、ハイキング、トレッキング、スポーツなどを含む実践的アウトドア活動に重きを置くインフォーマル教育プログラムを採用している。他にスカウト運動の特徴としては制服の存在が広く知られている。ネッカチーフとハットなどからなる制服は、加盟員の社会経済的背景や人種といったものを隠す役割を持っている。フルール・ド・リスないし矢じりをかたどった制服に用いられる独特の記章が用いられる。
スカウト運動には二つの世界的な包括的団体が存在する。世界スカウト機構（world Organization of the Scout Movement; WOSM）は男性のみないしコエデュケーション（男性と女性の両方の参加を認める）の団体で、ガールガイド・ガールスカウト世界連盟 (World Association of Girl Guides and Girl Scouts; WAGGGS) は基本的に女性のみの団体で構成される。2007年はスカウト運動100周年の年であり、世界的な規模で祝賀行事が執り行われた。
日本においては、第二次世界大戦以前から活動が開始されていたが、敗戦後の占領政策により活動禁止処分を受けた。しかし、日銀総裁・三島弥太郎の長男で旧子爵であった三島通陽および、元朝日新聞記者の村山有が中心となっておこなわれたダグラス・マッカーサー元帥あての請願によって活動の再開が許可され、一般への普及が図られた。

## 沿革

### 起源
スカウト運動は事実上自然的に発生したものであるが、大きなきっかけとなったのは1908年のスカウティング・フォア・ボーイズ刊行であった。英国で最も有名なパブリックスクールの一つであるチャーターハウス在学中に、ベーデン＝パウエルは野外活動に興味を持った。のちにベーデン＝パウエルは陸軍士官として1880年代に英領インド帝国へと赴任した際に軍事的な斥候術に興味を持ち、1884年に『偵察と斥候術』(Reconnaissance and Scouting) を著した。
1896年、ベーデン＝パウエルはフレデリック・キャリントンの参謀として第二次マタベル戦争中の南ローデシアのマタベルに赴任し、そこで初めて、のちに生涯の友となるフレデリック・ラッセル・バーナムと出会った。この赴任はベーデン＝パウエルにとって、ただの敵地での偵察生活ではなく、のちにボーイスカウトにつながる着想の原体験となった。斥候隊がブラワヨへ向かう間バーナムはベーデン＝パウエルを鼓舞し、彼にウッドクラフトを教えたが、これらがのちに『スカウティング・フォア・ボーイズ』文中に現れるプログラムや行動規範につながっている。アメリカの西部開拓者や先住民が用いたウッドクラフトは、イギリス人にはほとんど知られていなかったが、アメリカ出身であったバーナムはこれをよく知っていた。これらの技能は最終的に現在のスカウト技能の基礎となり、スカウティングの基礎をなしている。両者はアフリカにおける戦争の様相が著しく変化しており、イギリス軍がそれに適応しなければならないということを共に認識していた。そのため斥候任務の間、ベーデン＝パウエルとバーナムは広く青年に探検や狩猟、自らを頼むことなどを含むウッドクラフトの訓練を施すプログラムの構想について議論していた。また、この時がベーデン＝パウエルが彼のトレードマークとなるキャンペーン・ハットを初めて被った時であり、のちにブラウンシー島で最初のスカウトたちの目覚ましに使うこととなるクーズーの角笛を手にしたのもこの時であった。
3年後、ベーデン＝パウエルは第二次ボーア戦争の最中の南アフリカ・マフェキングでボーア軍の大部隊に包囲されていた。マフェキング見習い兵士団という組織化された少年が、伝令などの任務を行うこととなった。この見習い兵士団の働きぶりはすこぶるよく、包囲戦を戦い抜くことに貢献したが、その多くの要素がベーデン＝パウエルにスカウト運動につながった。少年たちはコンパスと槍を象った記章を着用していた。この記章はのちにスカウト運動の国際的シンボルとなるフルール・ド・リスによく似ている。マフェキング包囲戦は、軍人ベーデン＝パウエルが幼少期以来初めて文民、すなわち女・子供と同じ範囲で生活した機会であり、この時にベーデン＝パウエルはよく訓練された少年たちの有用性について認識することとなる。
イギリス本国ではマフェキング包囲戦は大きな関心ごとであり、包囲戦を戦い抜いたベーデン＝パウエルは国民的英雄となった。そのため、1899年に彼が軍人向けに書いた『斥候の手引き』の売り上げを煽ったが、この本の内容はバーナムとの議論によって得たものに負うところが大きかった。
帰国後、ベーデン＝パウエルは『斥候の手引き』が予想外にも教師によって「最初のスカウティングの教科書として」青少年運動の手引書として用いられていることに気付いた。1904年にボーイズ・ブリゲードの訓練を検閲した際に、彼はこの本を少年向けに書き直す衝動に駆られた。彼は他の組織について研究し、一部をスカウティングに取り入れた。
1906年7月、アーネスト・トンプソン・シートンは自らが1902年に著した "The Birchbark Roll of the Woodcraft Indians" をベーデン＝パウエルに贈った。アメリカ在住でイギリス生まれのカナダ系アメリカ人であったシートンは、1906年10月にベーデン＝パウエルと会見し、青少年教育プログラムについての着想を共有するに至った。1907年、ベーデン＝パウエルは "Boy Patrols" と呼ばれる草稿を著す。同年8月、彼の着想の実験すべく、異なる社会的背景を持つ21人の少年を集め、ブラウンシー島において一週間のキャンプを行った。少年たちはロンドン市内の男子校の生徒で、プール、パークストーン、ハムワージー、ボーンマス、ウィントンのボーイズブリゲードの隊員であった。今日ではパトロール制度として知られ、スカウトの訓練の重要な部分を占めており、選挙で選ばれたパトロール隊長のいる小グループが組織されている。
1907年の秋、ベーデン＝パウエルは彼の著書の発行人であるアーサー・ピアソンの手配で講演行脚に赴き、近く刊行される『スカウティング・フォア・ボーイズ』の宣伝活動を行った。彼は『斥候の手引き』を単純に焼き直したのでなく、内容から軍事的側面を排除し、それを辺境の民や開拓者といった非軍事的な英雄たちの（主としてサバイバルの）技能に置き換えていた。また、革新的な教育原則（スカウト・メソッド) を追加し、魅力的な遊びを個人の精神教育に発展させた。
1908年のはじめ、ベーデン＝パウエルは『スカウティング・フォア・ボーイズ』を出版した。これは7分冊となっており、既存の青少年団体が活用できるような活動・プログラムを盛り込んだものであった。その反響は予想外に大きなものであった。瞬く間にベーデン＝パウエルの著した方法を用いるスカウト班が創設され、その存在が国中に定着した。1909年、最初の全国スカウトラリーがクリスタルパレスで開催され、11,000人ものスカウトが結集した。この中にはスカウトの制服を着用した女子も存在し、彼女らは「ガールスカウト」と自称した。ベーデン＝パウエルは退役したのち、1910年にボーイスカウト連盟（イギリス・スカウト連盟）を結成し、のちにはガールガイドを創設した。連盟が1910年に行った最初の調査では、全国に100,000人以上のスカウトの存在が確認された。
1908年に『スカウティング・フォア・ボーイズ』は合本として出版され、この本は今では世界で4番目のベストセラー書となっている。その内容は後にアメリカ版として出版される "Boy Scout Handbook" の基礎となった。
ベーデン＝パウエルは当初、自らの着想は既存の団体、とりわけウィリアム・アレクサンダー・スミスのボーイズブリゲードで用いられることを想定していた。しかしながら、彼自身が有名人であることと彼の著した冒険的野外活動は、少年たちに自発的にスカウト班を形成させ、ベーデン＝パウエルに対してその活動の補助を求めさせるに至った。1910年にベーデン＝パウエルはその求めにこたえる形でボーイスカウト連盟を結成したのであった。この運動が拡大していくにつれ、シースカウトやエアスカウトといった専門的活動を行う隊もプログラムに加えられていった。

### 歴史

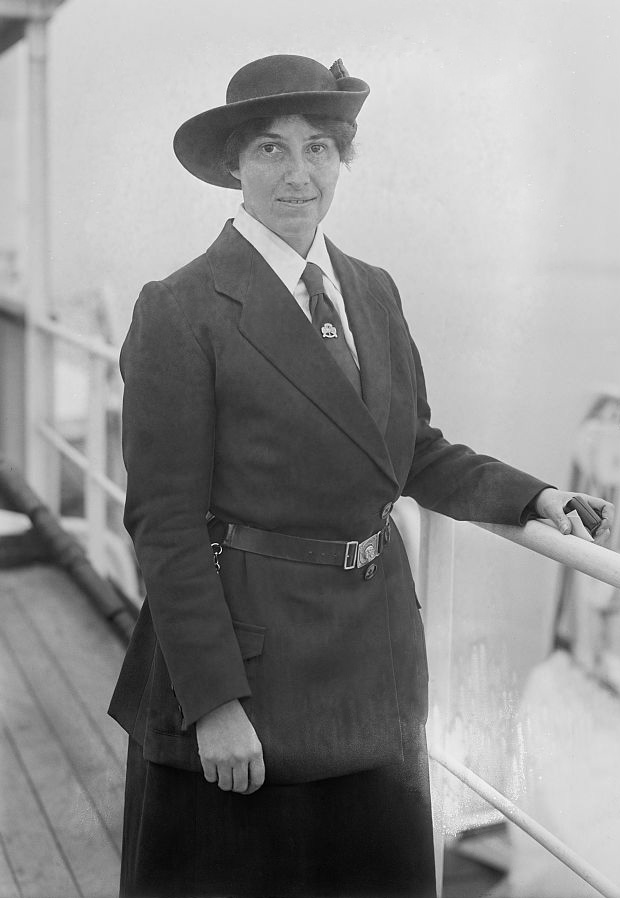
ガールガイド・スカウトの創設者オレブ・ベーデン＝パウエル

ボーイスカウト運動は『スカウティング・フォア・ボーイズ』の出版後、大英帝国中で急速に地位を確立した。1908年までに、スカウト運動はジブラルタル、マルタ、カナダ、オーストラリア、ニュージーランド、南アフリカに波及した。1909年には大英帝国支配下以外ではじめてベーデン＝パウエルが承認したスカウティング組織がチリで発足した。1909年にクリスタルパレスで開催された第1回スカウトラリーは、10,000人もの少年ないし少女を惹きつけた。1910年までに、アルゼンチン、デンマーク、フィンランド大公国、インド帝国、イギリス領マラヤ、メキシコ、オランダ、ノルウェー、ロシア、スウェーデン、そしてアメリカ合衆国でボーイスカウト運動が始められた。
このプログラムは当初、11歳から18歳までの少年に焦点をあてていたが、運動が拡大していくにつれ、より年少の少年、より年長の青年および女性のためのプログラムと指導者の訓練が必要であることが明るみに出た。1910年代末には最初のカブスカウトとローバースカウトのプログラムが実施された。これらは当時確立していた各地のスカウト組織とは独立した形で進められていた。アメリカ合衆国においては、1911年よりカブスカウトプログラムの試行が始まったが、正式なプログラムとして認められるのは1930年のことであった。

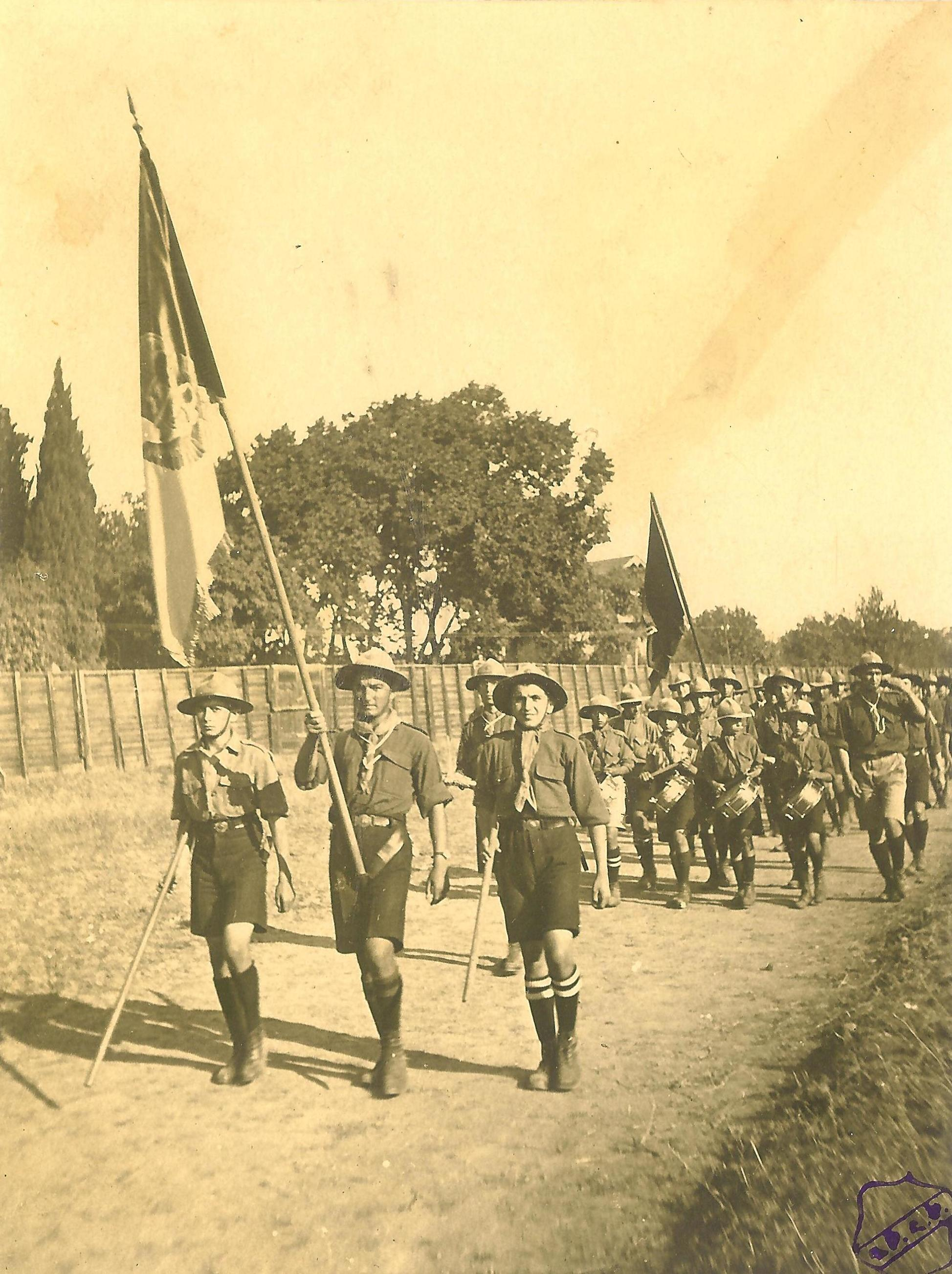
1918年にコンスタンティノープルで開かれたアルメニア人スカウトの最初の大会

女子スカウトを運動に含めることへの要望は、運動が始められた当初から存在していた。ベーデン＝パウエルとその妹アグネス・ベーデン＝パウエルは、女子のための運動としてガールガイドを並行して導入した。アグネスはクリスタルパレスのラリーに集まった少女たちの求めによって、最初のガールガイド総長となった。1914年にアグネスはより若い少女のためのプログラムとして Rosebuds（現在のブラウニー）を創設した。1920年、アグネスはベーデン＝パウエルの妻であるオレブ・ベーデン＝パウエルに賛同して総長の座を退いた。オレブは1918年に英国チーフガイド、1930年に世界チーフガイドと称されるようになった。当時女子教育は男子のそれとは分離することが社会的な標準とされていたが、コエデュケーションの青少年団体は存在していた。1990年代までに、WOSM に加盟する連盟の3分の2がコエデュケーション組織となっている。

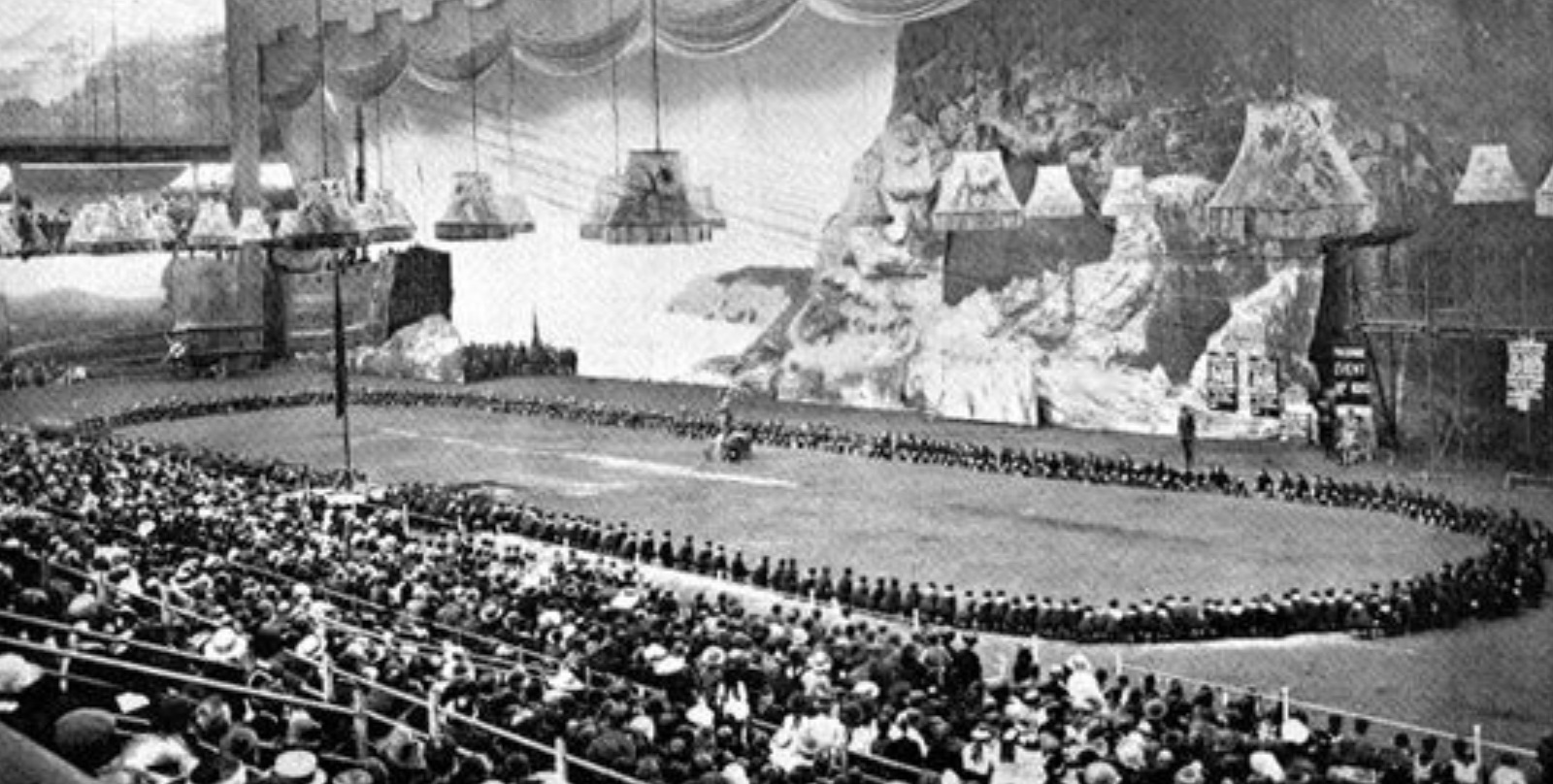
1920年オリンピアで開催された第1回世界ジャンボリーでの、500人のカブスカウトによる演技

ベーデン＝パウエルは補佐する者なしに彼に補助をもとめるすべての集団に助言を施すことは困難であった。最初期の隊長 (en:Scoutmaster) 訓練キャンプは1910年と1911年にロンドンとヨークシャーで開催された。ベーデン＝パウエルはこの訓練が運動を指導する役割を持つ成人支援者をできる限り実践的に助長することを望んでいた。そのためにウッドバッジ課程は成年のリーダーシップ訓練として評価されるまでに発展していった。第一次世界大戦の勃発によって1919年まで訓練課程が開かれなかったことによって、この発展は停滞した。ウッドバッジはイギリス・スカウト連盟とそれと共同する多くの国々のボーイスカウト・ガールスカウト組織で導入されている。1919年にイギリス・スカウト連盟はロンドン近郊にあるギルウェルパークを購入し、指導者訓練とスカウトのキャンプに用いた。ベーデン＝パウエルは、スカウト指導者の援助のために "Aids to Scoutmastership" をはじめとした、そのほかにもボーイスカウト部門以外の部門を含む指導書を著した。そのうちの一つ『ローバーリング・ツウ・サクセス』は、1922年にローバースカウトのために書かれたものである。2007年現在において、ウッドバッジ訓練を含め、基礎的内容から専門的内容に至るまで多岐にわたる指導者訓練が存在している。

### 影響

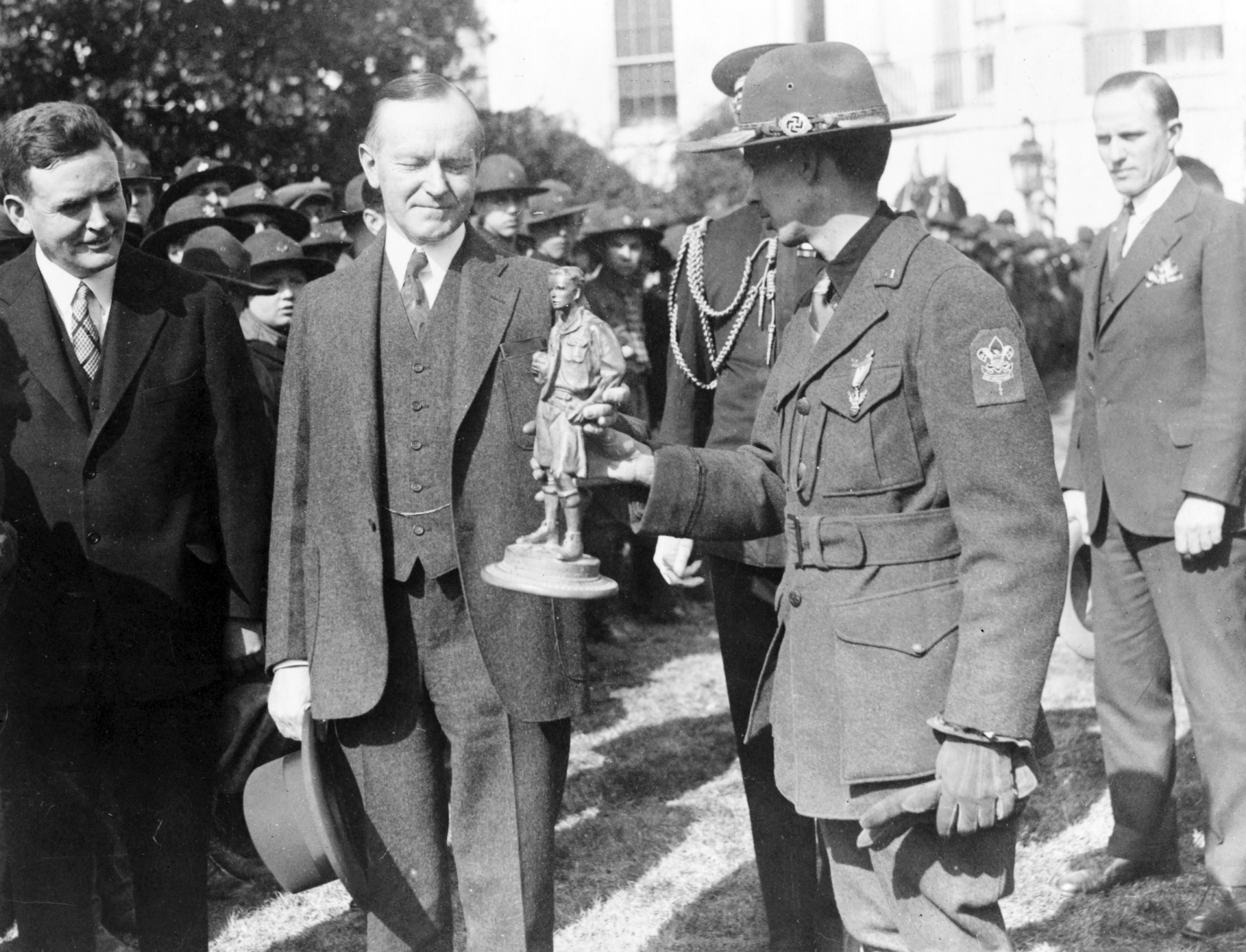
1927年、1,000人のスカウトに挨拶するクーリッジ大統領

伝統的スカウティングの重要要素は、ベーデン＝パウエルの教育および軍事訓練経験に起源を持つ。彼はスカウト運動を始めた50代で退役し、彼の革新的なアイデアが社会のあらゆる階層の数千もの人々を奮い立たせ、それまでになかった規模での活動を繰り広げた。英語圏における同等運動体としてはボーイズブリゲードとウッドクラフトフォークがあげられる。しかしながら、それらは運動の発展においてはスカウティングとは比肩するに及ばないものであった。
スカウティングの活動の姿は軍事的すぎるとして批判し続けられている。軍隊式の制服、進歩記章、旗を用いた儀式、ブラスバンドなどは、社会に一般的に存在するものであるとして受け入れられていたものであったが、それらはスカウティングと社会との両方において減少ないし消滅してきている。

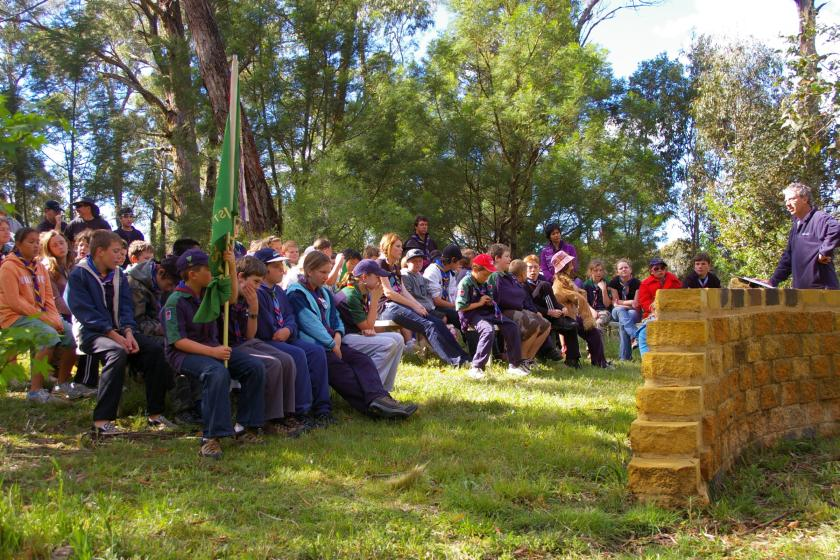
オーストラリアのスカウトによるスカウツオウン

地域的な影響力もまたスカウティングの強みの一つである。地域におけるイデオロギーを吸収することによって、スカウティングは広範な文化圏において受容されるに至った。アメリカ合衆国においては、スカウティングに合衆国のフロンティアの経験のイメージが用いられている。このことはカブスカウトのアニマルバッジを選定したことのみならず、アメリカ先住民が自然とプログラムの一部として用いる特別な野外サバイバル活動技能に結びついた存在であるという底流する推定にも表れている。対照的に、イギリスのスカウティングはインド亜大陸のイメージを用いている。これは初期のスカウティングがインド地方に特に焦点をあてていたことに起因する。インドにおける個人的経験から、ベーデンパウエルのラドヤード・キプリングのジャングルブックをカブスカウトの着想に用いた。たとえば、カブスカウトの指導者の呼称として用いられるアケラ（en:Akela、アメリカでいうところのWebelos）は、ジャングルブックに登場する群れの指導者の呼称に由来する。
「スカウティング」という名称は、戦時において重要かつある種ロマンチックに展開されてきた斥候の偵察活動に影響されたものと思われてきた。事実、ベーデン＝パウエルは英国軍属の斥候訓練を特に斥候自身の自信と観測技術の面で改善する必要から、軍事訓練書として『斥候の手引き』を著している。この本の少年からの人気はベーデン＝パウエルを驚かせた。ベーデン＝パウエルが新しい著書のタイトルを『スカウティング・フォア・ボーイズ』としたのと同様に、この運動が「スカウティング」「ボーイスカウト」の呼称を用いたのは自然であると思われる。
「神へのつとめ」はスカウティングの原則であるが、各国で異なる形で適用されている。ボーイスカウトアメリカ連盟は強硬な立場に立ち、無神論者を運動から排除している。また、イギリスのスカウト協会は様々な宗教的義務に対応するため、約束の幅を許容している。他方、例えば無神論が主流であるチェコではスカウトのちかいでは神についての言及はなく、運動体も無神論的性格を持つ。2014年にイギリスのスカウトは「神へのつとめ」を「スカウティングの価値観を守る」と言い換えることが認められ、カナダ連盟では「神へのつとめ」を広く「精神上の指針に忠実である」と定義し、スカウトのちかいに神へのつとめを含めるかどうかは加盟員個人にゆだねている。世界のスカウトの3分の1はムスリムである。

### 年表
- 1899年 当時、陸軍大佐だったB-Pは、『Aids to Scouting for N.-C.Os and Men』という下士官・兵向けの斥候の手引き書を執筆。
- 1906年 B-Pは青少年教育に関する彼の考えをまとめた草案を、陸軍、海軍、教会、少年団ボーイズ・ブリゲード (Boys' Brigade (BB)) などに送り意見を求めた。その内の1通がBBの教育方針に従って編集者が大幅にカットしたダイジェスト版として、機関紙『ボーイズ・ブリゲード・ガゼット』 (Boys' Brigade Gazette) に紹介された。（その中で初めて「スカウティング・フォア・ボーイズ」 (Scouting for Boys) という言葉が使われた）
- 1907年8月1日 B-Pによるブラウンシー島での実験キャンプ（ブラウンシー島実験キャンプ）。実験キャンプの記念碑

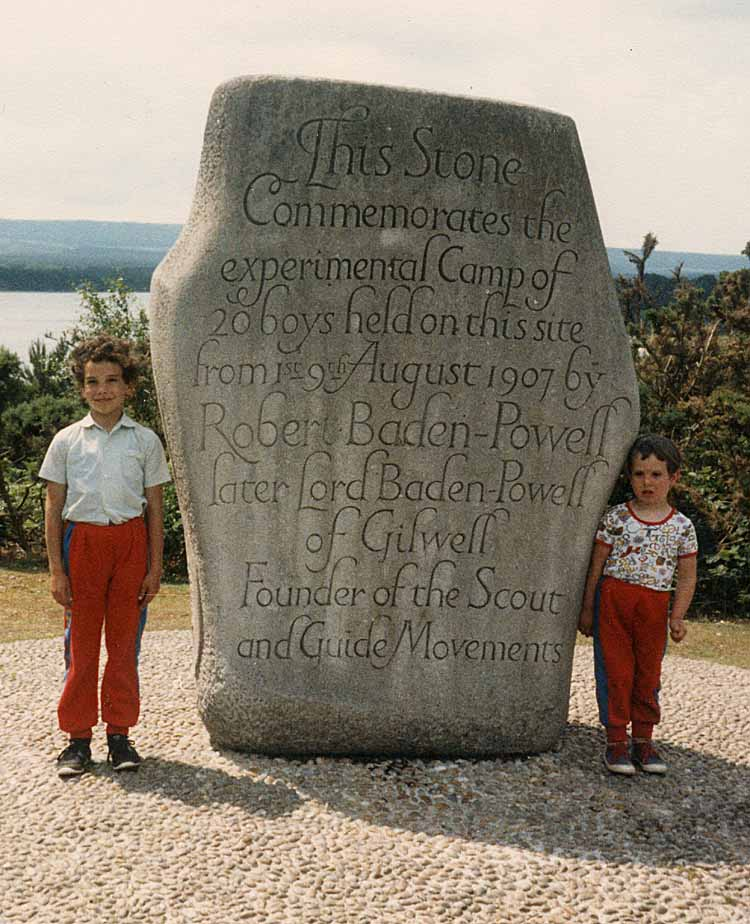
実験キャンプの記念碑

- 1908年 1月から隔週で『スカウティング・フォア・ボーイズ』を各70ページ程度の6分冊として刊行。5月に1冊にまとめられたハードカバー版が出版された。ボーイスカウト英国本部設立。機関紙「ザ・スカウト」の創刊。
- 1909年 スカウト運動がアメリカへ伝わる（「無名スカウトの善行」）。
- 1910年 ウィリアム・ディクソン・ボイスが米国ボーイスカウト連盟を設立。B-Pの妹であるアグネス・ベーデン＝パウエルが、ガールガイド（ガールスカウト）を発足。
- 1913年 ボーイスカウト連盟の初代総長にコンノート公が就任。フランスにボーイスカウト誕生。
- 1916年 「The Wolf Cub’s Handbook」出版。ウルフカブ（カブスカウト）はじまる。
- 1917年 シニアスカウト部門を設置。
- 1918年 ローバースカウトはじまる。
- 1919年 ギルウェル指導者実修所（ギルウェル・パーク）開設。
- 1920年 ロンドンで第1回世界ジャンボリー開催。そこでB-Pが「世界の総長」に選出される。
- 1922年 「Rovering to Success」出版。
- 1924年 国際スカウト会議（コペンハーゲン）で「スカウト教育はいかなる宗教の上にも成り立つ」という宗教的普遍性が宣言される（コペンハーゲン宣言）。
- 1941年 B-P死去。
- 1957年 B-P生誕100年・スカウティング50周年にあたり、この年の世界ジャンボリーは「ゴールデン・ジュビリー」と呼ばれた。
- 1958年 第1回ジャンボリー・オン・ジ・エア（アマチュア無線を使用した世界ジャンボリー、もちろん資格者が無線機を扱う）開催。
- 1990年 第32回世界スカウト会議（パリ）において、「スカウティングにおける成人」 (Adults in Scouting) の原理が文章化され、「世界成人資源方針」（アダルトリソーシズ方針、World Adult Resources Policy）が制定された。
- 1999年 第35回世界スカウト会議（南アフリカ・ダーバン）において「スカウト運動における少年少女と男女に関する方針」 (Policy on Girls and Boys,Women and Men within The Scout Movement) が発表され、『スカウト運動は（ジェンダーにかかわりなく）すべての若者に開かれたものである』旨が追認された。
- 2007年 スカウト運動100周年。第21回世界スカウトジャンボリー（7月27日から8月8日まで）がイギリスで開催された。また、ジャンボリー期間中の8月1日午前8時（西ヨーロッパ夏時間 UTC+1）には、ブラウンシー島で100周年記念式典「サンライズ・セレモニー」が行われ、BBCやインターネットを通じて世界中に放送された。
- 2015年 第23回世界スカウトジャンボリーが日本の山口県で開催。
- 2024年 ボーイスカウトアメリカ連盟が翌年2月に名称を「スカウティング・アメリカ」に変更する予定であることを発表[53]。

## 運動の特徴
スカウティングは、野外での実践的活動に重きを置くインフォーマル教育を組み込んだスカウト教育法を用いる教育である。プログラムは6歳から25歳までのスカウト（年齢の範囲は国によって多少異なる）のために存在し、特定の年代に対して適当なやり方でプログラムが設計されている。

## スカウト教育法
スカウト教育法はスカウティング組織で用いられる原則的手法である。世界スカウト機構はスカウティングを「創始者によって考案された目的、原理、方法に従って、性別、出生、人種、信条による区別なく誰をも対象とした、青少年のための自発的で非政治的な教育的運動」と表現している。スカウティングの目標は「青少年が個人として、責任ある市民として、地域、国、国際社会の一員として自らの肉体的、知的、情緒的、社会的、精神的可能性を十分に達成できるように青少年の発達に貢献すること」である。
このスカウティングの原則は、全加盟員の行動の指針を示し、運動を特徴づけるものである。スカウト教育法はこれらの目標を達成するために設計された進歩的なシステムで、ちかいとおきて、行うことによって学ぶ、チームシステム、象徴的枠組み、小グループ活動、個人の進歩、自然と野外での生活、成人の支援という七つの柱から成り立っている。コミュニティへの奉仕は WOSM と WAGGGS の両方のプログラムにおいて重要な要素であるが、WAGGGS はスカウト教育のもう一つの柱として「地域への奉仕」を含めている。
スカウトのちかいとおきては世界のスカウト運動とスカウトの共有する価値観を具現化したものである。「行うことによって学ぶ」への重点は、自尊心の涵養と学習の実践的方法としての実際的な指南と体験を提供する。小グループ活動は団結、兄弟意識、同胞愛の雰囲気を形成する。これらの体験は、信頼に足ることと個人的名誉の重視に加えて、最終的に協調力とリーダーシップにつながる責任感、人格、自尊心、信頼性、心構えの発展を助ける。様々な神秘的かつ魅力的活動はスカウトの地平を拡大し、さらに多くのスカウトを集団に呼び寄せる。活動と遊びは紀要さなどの技能を楽しみながら発展させる。野外活動では自然環境と接触する。
スカウティングが誕生した時から、世界のスカウトたちは運動の理想を生活の指針とするスカウトのおきてに没頭し、スカウトのちかいを立ててきた。ちかいとおきての形式は国や時代によって微妙に異なるが、WOSM に各国連盟の加盟要件として求める条件を満たしたものである。
スカウトのモットーである「そなえよつねに」(Be Prepared) は1907年から数百万ものスカウトによって様々な言語で用いられてきた。その次によく知られているのはスカウトのスローガン「日々の善行」(Do a good turn daily) である。

## 活動

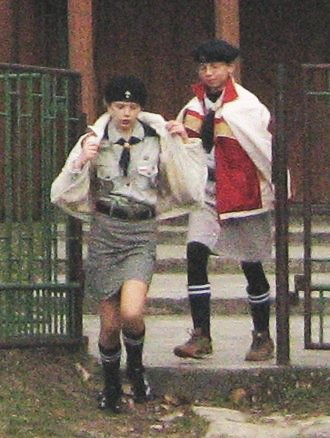
カトリック教会の前に立つポーランドのガールガイド

スカウト教育法実践の共通した方法は、スカウトの小グループがともに経験、儀式、活動を行うこと、各世代に相応の方法でよい市民性と意思決定能力を高めることである。しばしば毎週のミーティングがスカウト・デン（スカウトハウス）と呼ばれる地域のセンターで行われる。野外と野外活動への愛と感謝を養うことは重要な要素である。主要な活動はキャンプ、ウッドクラフト、ウォータースポーツ、ハイキング、スポーツなどである。
キャンプは団規模ないし隊規模でもっともよく行われる活動であるが、定期的なキャンプ（合衆国では「キャンポリー」として知られる）やジャンボリーといったものも存在する。キャンプは年に数度、同地域の複数団体が週末にともに地域のキャンプ場で行うこともある。そうした行事は通常、たとえばパイオニアリングなどといって特定のテーマをもっている。世界ローバームートは本来ローバースカウトのための集会であるが、主としてスカウト指導者に焦点が当てられている。ジャンボリーは4年に1度開かれる大きな全国規模ないし世界規模の行事で、開催期間中はスカウトがともに1・2週間キャンプを行う。活動にはゲームやスカウト技能競争、記章などの交換、ウォータースポーツ、木彫、弓道（アーチェリー）などがあり、大会のテーマに沿った行事も開催される。

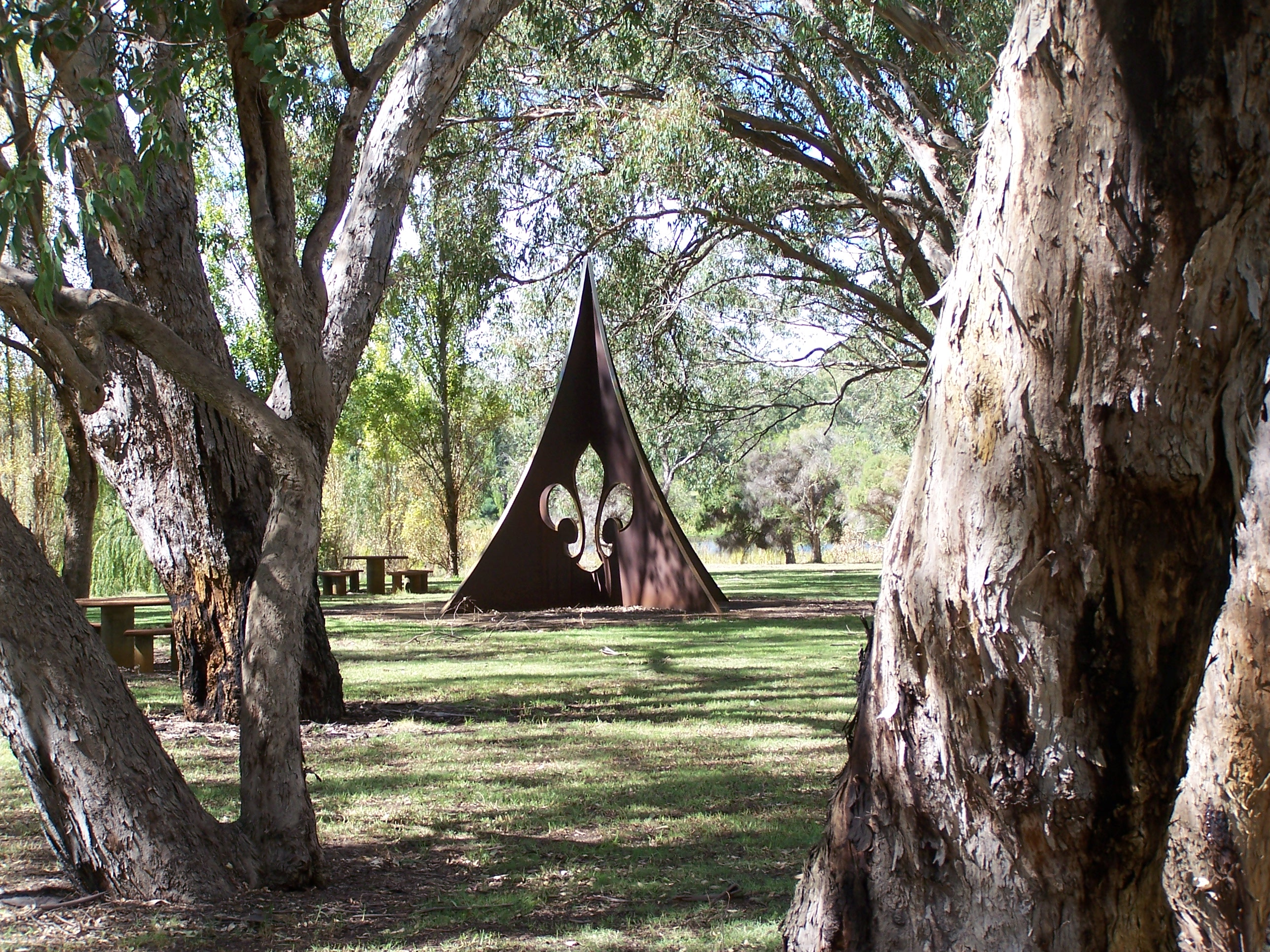
1979年に西オーストラリア・ペリーレイクスで開催されたジャンボリーの記念碑

スカウトたちにとって年間の活動のハイライトが夏の間に最低でも一週間かけて行われる野外活動であるという国もある。これは隊規模かもっと大きな規模でのキャンプかハイキング、セーリングやほかの旅行であることがある。夏のキャンプに参加するスカウトはメリットバッジの取得、進歩、スカウト技能の向上に取り組む。夏のキャンプでは、年長のスカウトの進行でセーリング、カヌー、ホワイトウォーター、木彫り、釣りをすることがある。
国際規模でのスカウティングでは、国際平和を促進することがその役割の一つであることに気付く。

## 制服と記章

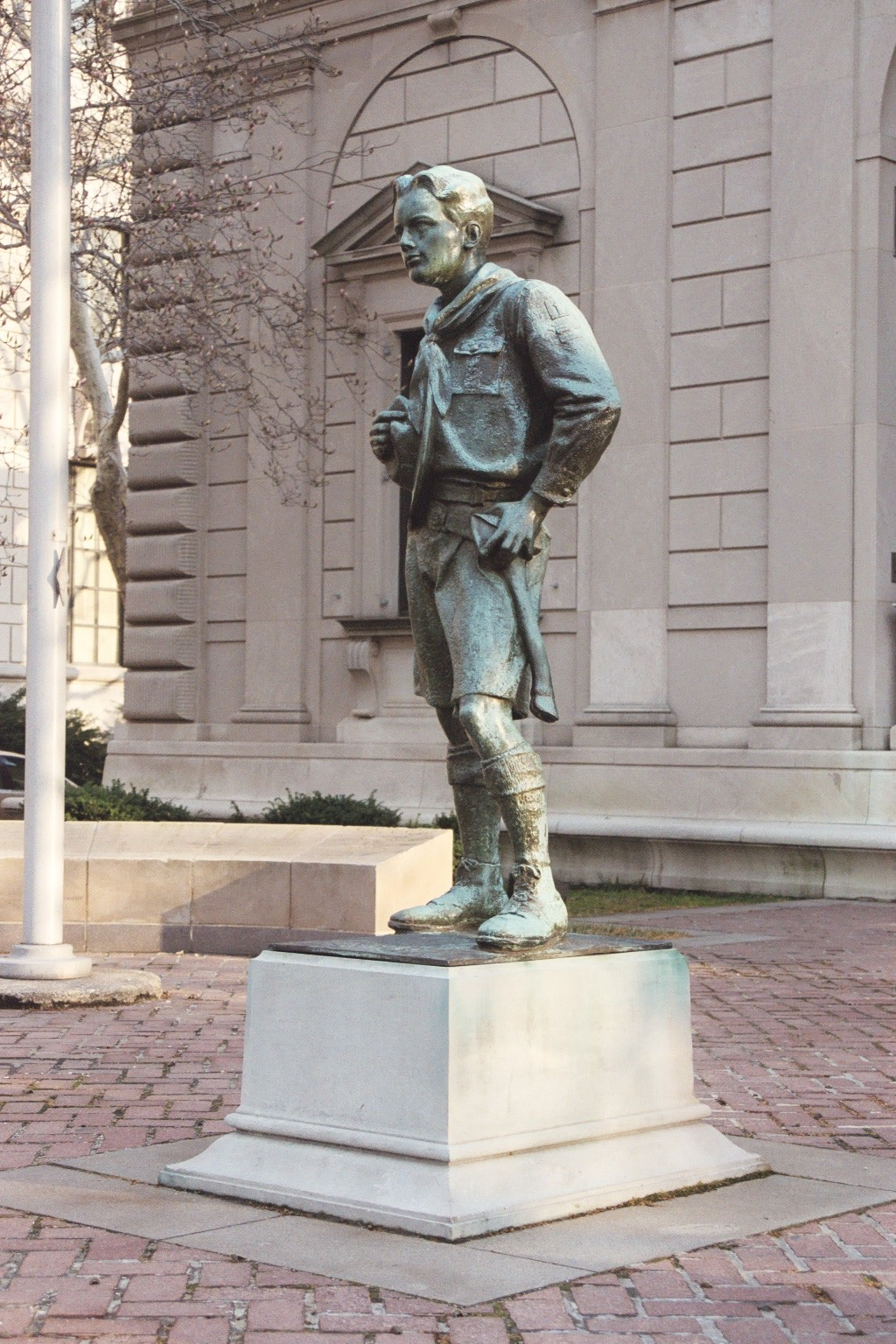
en:R. Tait McKenzieによる「理想的なスカウト」像は伝統的な制服を着たスカウトを模っている。

スカウトの制服はスカウティングの特色として広く認められている。1937年の世界ジャンボリーにおけるベーデン＝パウエルの言葉によれば、制服は「国内のあらゆる社会的背景の違いを隠し平等感を形成する。しかし、もっと重要なのは国、人種、信仰の違いを隠し、互いに大きなひとつの兄弟愛をもつ仲間であると思わせることである」。本来の制服はカーキのボタンシャツ、半ズボン、キャンペーン・ハットである。ベーデン＝パウエルはスカウトと同じ服装をすることが成人と少年との距離感を減少させると考え、彼もまた半ズボンを着用していた。
スマートさと平等の理念のもとデザインされたものであるが、この制服はまた実用的でもある。伝統的に、シャツは応急擔架として使用できるよう厚い層の構造を持つ。指導者が着用するストラップとキャンペーン・ハットのトグルないしはウッドバッジは緊急時には止血帯として用いられる。ネッカチーフは必要によっては三角巾の代用品となる。
世界中でスカウトの制服として用いられている独特の記章として、ウッドバッジと世界スカウト章がある。スカウティングは国際的に知られる二つの象徴を持つ。三弁章は WAGGGS の加盟員が、スカウト章（フルール・ド・リス）は WOSM の加盟員とその他の多くのスカウティング組織が用いている。
卍（まんじ）はイギリススカウト連盟の初期に象徴として用いられていた。最も早い使用例としては1911年に導入された感謝バッジがある。ベーデン＝パウエルは1922年に、卍に矢尻を加えたものをメリットメダルのためにデザインした。1934年、ナチ党が卍を使用していることから、スカウト指導者たちがデザインの変更を主張した。新しいメリットメダルは1935年に発行された。

## 部門

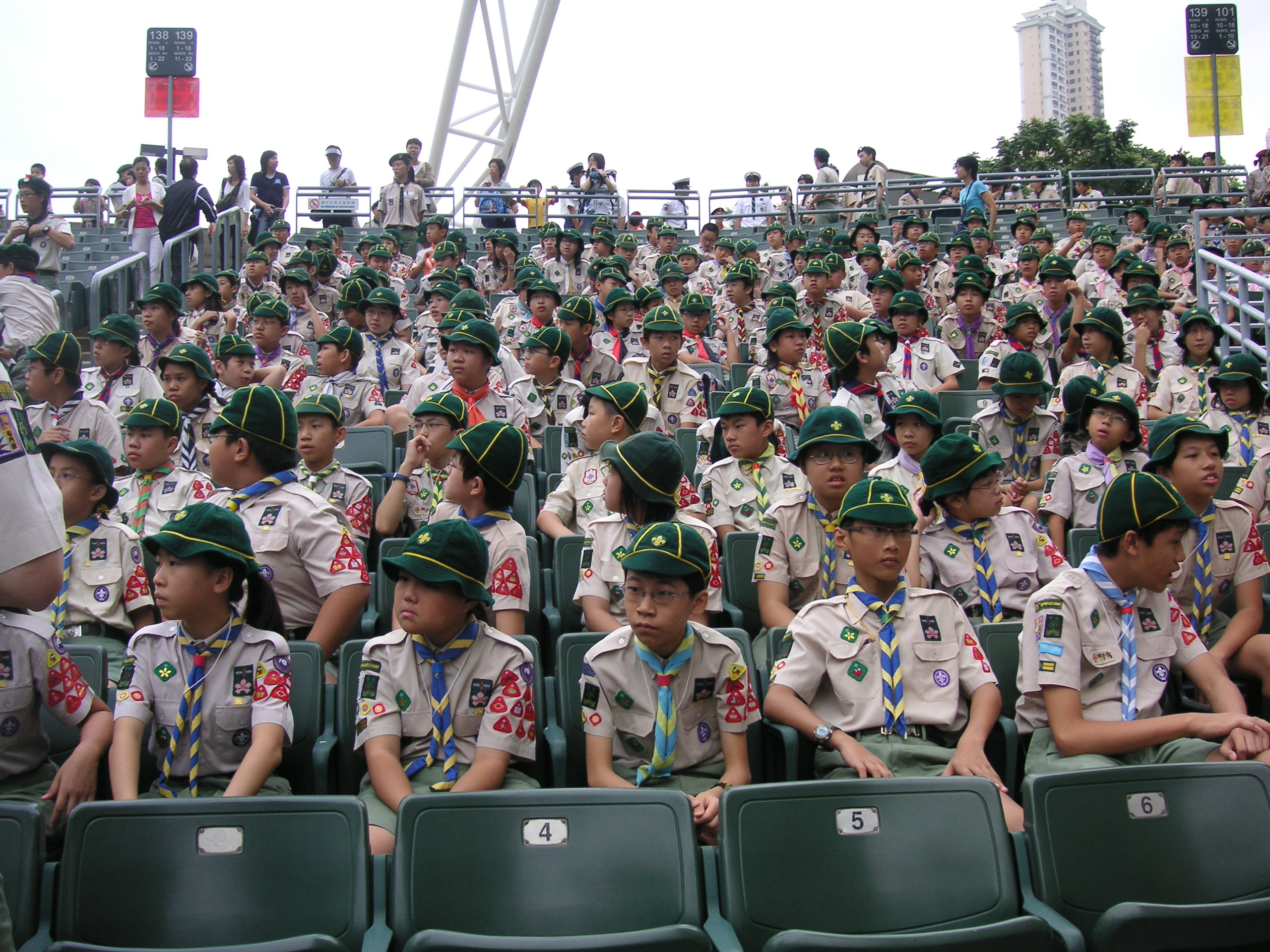
香港のカブスカウト

スカウティングとガイディングでは通常、年齢か学年によって部門を分け、それに従って加盟員の成熟具合に応じた活動を展開している。それらの区分は文化や環境によってさまざまに適用されている。
スカウティングは元来11歳から17歳の思春期の青少年を対象として発展してきた。おおくの団体において、この世代はボーイスカウト部門あるいはガールスカウト部門を構成する。プログラムはより幼い子供（ふつう6歳から10歳）、より年長の青年（もとは18歳以上、のちに25歳まで）に向け部門にも拡大していった。多くの国ではボーイスカウト・ガールスカウト部門はのちに年少部門と年長部門とが分離されており、青年部門を設置している国も存在する。
| 年齢         | ボーイスカウトの部門 | ガールスカウトの部門         |
| ------------ | -------------------- | ---------------------------- |
| 8歳から10歳  | ウルフカブ           | ブラウニーガイド             |
| 11歳から17歳 | ボーイスカウト       | ガールガイド・ガールスカウト |
| 18歳以上     | ローバースカウト     | レンジャーガイド             |

より幼い子供向け部門の全国的プログラムとして、タイガーカブ（米）、カブスカウト、ブラウニー、デイジー、レインボーガイド（英）、ジョーイスカウト（豪）、キース（ニュージーランド）、テディ（南ア）などがある。青年向け部門ではシニア、ローバースカウト、シニアースカウト、ベンチャースカウト、エクスプローラースカウト、スカウトネットワークなどがある。多くの団体はまた加盟員の特別なニーズにこたえるプログラムをもつ。これらはエクステンションスカウティング (en:Extension Scouting) として知られるが、たとえばスカウトリンクのようにしばしば異なる名前を持つ。スカウト教育法はエアスカウト、シースカウト、ライダーガイドのようなある特殊な活動に特化したプログラムを導入している。

## 成人と指導者

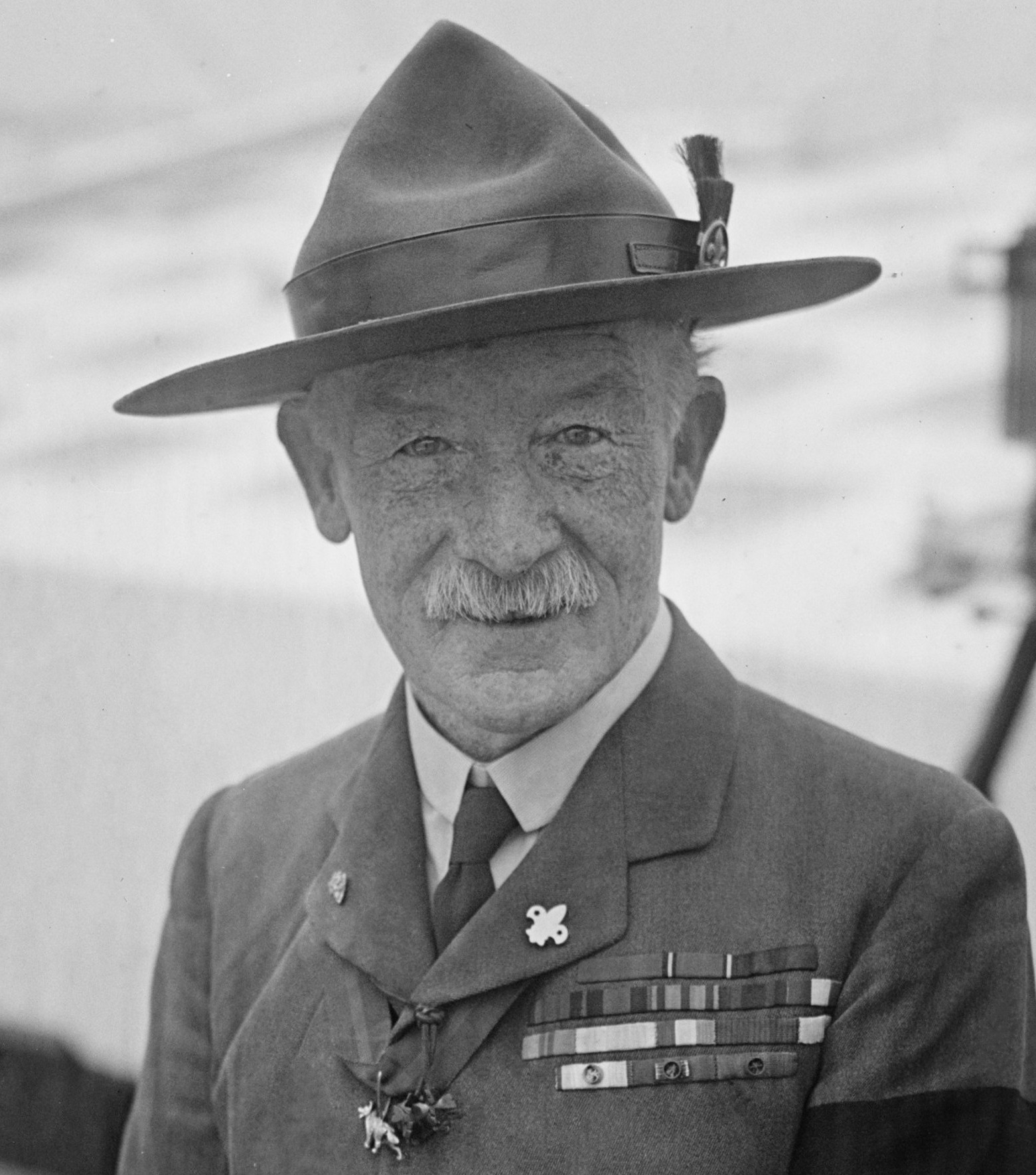
スカウティングの創始者、ロバート・ベーデン＝パウエル

元スカウトを含むスカウティング・ガイディングに興味を持つ大人は、しばしば国際スカウト・ガイド共同体 (en:International Scout and Guide Fellowship) のような組織に参加する。合衆国とフィリピンにおいては、大学生が友愛団体である en:Alpha Phi Omega に入ることがある。イギリスでは、大学生が学生スカウト・ガイド機構 (en:Student Scout and Guide Organisation) に、卒業後にスカウト・ガイド学士会 (en:Scout and Guide Graduate Association) に参加することがある。
スカウト団は通常、親、元スカウト、学生、教師や宗教指導者・地域の名士などのボランティアの成人によって運営される。指導者はしばしば "uniform" と "lay" に分けられる。Uniformed leader はウッドバッジ課程などの正規の訓練を受けた者で、連盟から指導者の位の証明を受けている者である。Lay member は集会の補助者、会議の一員、アドバイザーなどとしてパートタイム的に参加する者である。
隊は、隊長や副長（国によってその呼称は異なる）といった制服を着るポジションの指導者を持つ。隊が隊を運営する委員としての lay member によって運営されている国も存在する。いくつかの連盟では運営委員も制服を着用し指導者として登録されている。
その国の全国連盟の制度によっては、さらなる制服ポジションとして、コミッショナーと呼ばれる地区、郡、地方連盟ないし地域レベルの指導者が存在する。トレーニングチームもこの規模で設置される。イギリスや他の国では、全国連盟は最高位の制服ポジションとして総長を任命している。

## 世界的展開
イギリスにおける設立に続いて、スカウティングは世界中に拡大した。大英帝国外での最初の連盟は1909年5月21日に設立されたチリ連盟で、これはベーデン＝パウエルがチリを訪れた後のことであった。現在では世界のほとんどの国にスカウティング・ガイディング組織が存在している。それぞれの連盟が独立しながらも国際的協調を続けてきた。1922年、各国連盟の統治組織として世界スカウト機構 (WOSM) が設立された（ただし男性のみの組織であった）。統治組織である他に、WOSM は世界スカウトジャンボリーを4年に一度開催している。
1929年、WOSM と対等な地位のガールガイド・ガールスカウト世界連盟 (WAGGGS) が女性加盟員のみのスカウティング・ガイディング組織のために設立された。WAGGGS はアワカバニャ、アワシャレー、パックスロッジ、サンガムの国際スカウトセンターを管理している。
今日存在する国際的な包括的組織は次のとおりである。
- 世界スカウト機構 (World Organization of the Scout Movement; WOSM) - 男性のみかコエデュケーション組織
- ガールガイド・ガールスカウト世界連盟 (World Association of Girl Guides and Girl Scouts; WAGGGS) - 女性加盟員のみ。コエデュケーション組織も一部許容。

## コエデュケーション

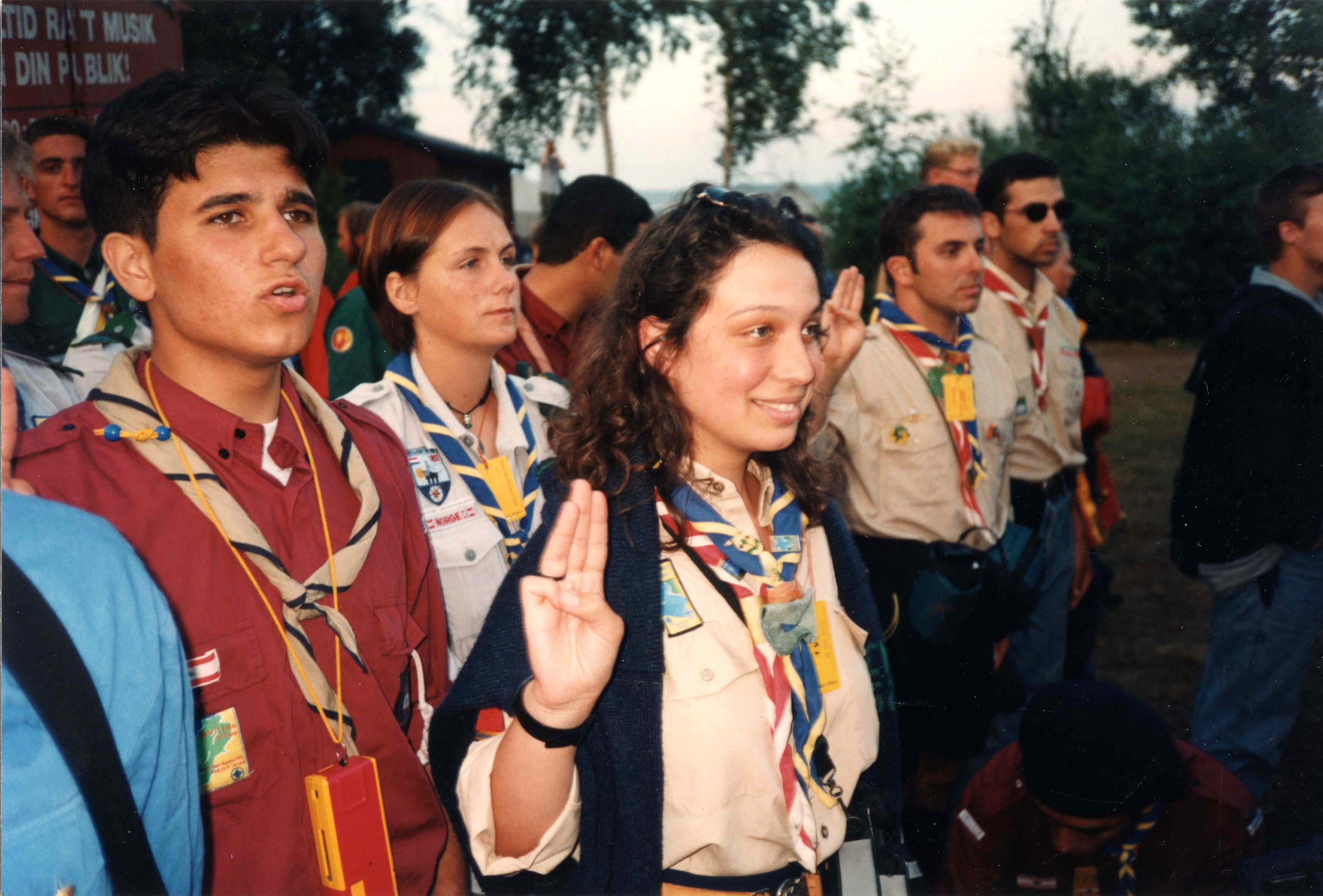
1996年、スウェーデンでの世界スカウトムートに集った世界のスカウト・ガイドたち

スカウティングにおいては、ふたつの異なったコエデュケーションへのアプローチが存在する。たとえば合衆国のように男性向けと女性向けのふたつのスカウティング組織が存在する場合がある。他方ヨーロッパなどでは、スカウティングとガイディングが男性と女性の両方を認める単一の組織で行われ、WOSM と WAGGGS の両方に加盟している。また、ヨーロッパにおいて、両組織の連携を行うためのプラットフォーム「WE Connect」が設けられている。オーストラリアやイギリスでは、ボーイスカウトの全国連盟が男女両方の加盟員を認めながらも WOSM のみに加盟し、別に WAGGGS に加盟しているガールスカウト全国連盟が存在する。ギリシア、スロベニア、スペインなどでは、ボーイスカウトとガールガイドが別々の連盟を形成し、両方共が男女両性の加盟を認めている。

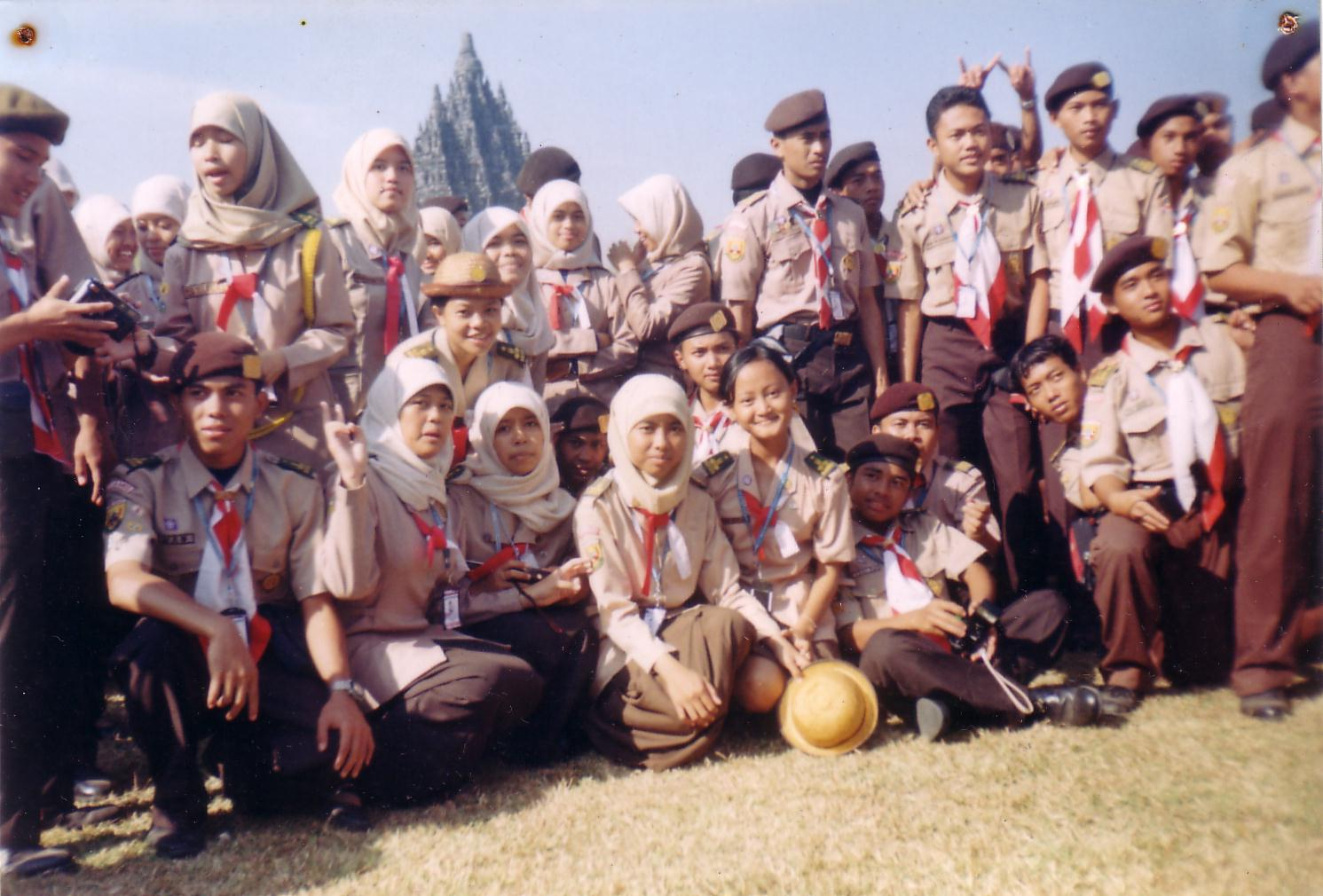
2003年の第8回インドネシア全国ローバームート

スカウティング100周年の年である2007年、イギリス・スカウト連盟はすべての部門におけるコエデュケーション化を実現した。伝統的スカウティング組織であるベーデン＝パウエルスカウト連盟は1970年の結成当初からコエデュケーション組織であった。
ボーイスカウトアメリカ連盟 (BSA) においては、カブスカウトとボーイスカウトのプログラムは男性しか参加できない。しかしながら、14歳以上向けのベンチャースカウトはコエデュケーションである。ガールスカウトアメリカ連盟 (GSUSA) は女性加盟員のみの独立組織である。BSAとGSUSAの両者とも、成人指導者は男女両性を認めている。

## 加盟員数
2010年時点で、216の国と地域で32,000,000人の加盟員が登録されている and as of 2006 10 million registered Guides。
| Country        | Membership | Population participation | Scouting introduced | Guiding introduced |
| -------------- | ---------- | ------------------------ | ------------------- | ------------------ |
| インドネシア   | 17,100,000 | 7.2%                     | 1912                | 1912               |
| アメリカ合衆国 | 7,500,000  | 2.4%                     | 1910                | 1912               |
| インド         | 4,150,000  | 0.3%                     | 1909                | 1911               |
| フィリピン     | 2,150,000  | 2.2%                     | 1910                | 1918               |
| タイ王国       | 1,300,000  | 1.9%                     | 1911                | 1957               |
| バングラデシュ | 1,050,000  | 0.7%                     | 1920                | 1928               |
| イギリス       | 1,000,000  | 1.6%                     | 1907                | 1909               |
| パキスタン     | 575,000    | 0.3%                     | 1909                | 1911               |
| ケニア         | 480,000    | 1.1%                     | 1910                | 1920               |
| 大韓民国       | 270,000    | 0.5%                     | 1922                | 1946               |
| ドイツ         | 250,000    | 0.3%                     | 1910                | 1912               |
| ウガンダ       | 230,000    | 0.6%                     | 1915                | 1914               |
| イタリア       | 220,000    | 0.4%                     | 1910                | 1912               |
| カナダ         | 220,000    | 0.7%                     | 1908                | 1910               |
| 日本           | 200,000    | 0.2%                     | 1913                | 1919               |
| フランス       | 200,000    | 0.3%                     | 1910                | 1911               |
| ベルギー       | 170,000    | 1.5%                     | 1911                | 1915               |
| ポーランド     | 160,000    | 0.4%                     | 1910                | 1910               |
| ナイジェリア   | 160,000    | 0.1%                     | 1915                | 1919               |
| 香港           | 160,000    | 2.3%                     | 1914                | 1916               |

1. ↑  Full tables on 世界スカウト機構の加盟一覧（英語: List of World Organization of the Scout Movement members） and ガールガイド・ガールスカウト世界連盟の加盟一覧（英語: List of World Association of Girl Guides and Girl Scouts members）.
2. ↑  独立スカウト・ガイド90000名を含む。en:Scouting in Germanyを参照。
3. ↑  独立スカウト・ガイド30000名を含む。en:Scouting in Italy参照。
4. ↑  独立スカウト・ガイド60000名を含む。en:Scouting in Franceを参照。
5. ↑  独立スカウト・ガイド5000名を含む。en:Scouting in Belgiumを参照
6. ↑  独立スカウト・ガイド20000名を含む。en:Scouting in Polandを参照。

## 独立スカウティングとスカウト運動に類似した組織

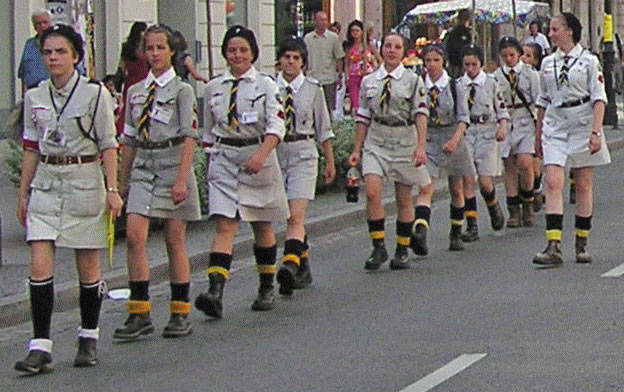
ポーランドのガールガイド組織 ZHRは ヨーロッパスカウト連合の一員である。

『スカウティング・フォア・ボーイズ』の出版から15年の間に、世界最大の国際スカウト組織となる WOSM は誕生し、何百万という SFB の翻訳が数多の言語で発売された。スカウティングは世界の青年の知るところとなり、スカウト組織はすでに多くの国で形成されていた。
オルタナティブな集団はスカウティングの最初の集団である「ボーイズパトロール」の形成以来存在している。彼らは「WOSM や WAGGGS はベーデン＝パウエルの想定よりもより政治的でありより少年たちに基盤を置いていない」と主張する個人や団体の嚆矢であった。彼らはスカウティングは長年存在してきた組織で起こっている政治的陰謀によって本来の意図とはかけ離れたものとなっており、最初期のシンプルな方法を復活させる必要があると信じている。他方で、スカウティングの考えを完全に共有しないながらも、スカウティングに類似した組織に参加しようという人たちも存在する。
2008年時点で、少なくとも世界に539の独立スカウト組織が存在し、うち367組織は WAGGS か WOSM の加盟員であった。約90の全国的・地域的スカウト連盟が独自の国際スカウト連盟を創設していた。5つの国際的なスカウティング組織が存在する。
- 世界スカウト騎士団（en:Order of World Scouts） - 1911年に創設された世界最初の国際スカウティング組織。
- ヨーロッパ国際スカウトガイド組合（en:Union Internationale des Guides et Scouts d'Europe）1956年に創設された、信仰に基盤を置くスカウティング組織。
- ヨーロッパスカウト連合（en:Confederation Europeenne de Scoutisme） - 1978年創設。
- 独立スカウト世界連盟（en:World Federation of Independent Scouts） - 1996年ドイツで創設。
- 独立スカウト世界機構（en:World Organization of Independent Scouts） - 2010年に創設され、主として南米の連盟が加盟。

スカウティングに類似した組織には次のような国際組織が存在する。
- パスファインダークラブ（en:Pathfinders (Seventh-day Adventist)）
- ローヤルレンジャース（en:Royal Rangers）

## 社会への影響
スカウティングが始まった1900年代初頭より、国家主義的なインド独立運動のように社会運動に参加する団体が存在した。スカウティングは支配を強化するために大英帝国によってアフリカに導入されたが、スカウティングの精神はイギリス帝国主義への異議を強める結果となった。アフリカのスカウトたちは、すべてのスカウトは兄弟であるというスカウトのちかいの原則を用いて、集団的に帝国の市民権獲得を主張した。

## 近年の論争
ボーイスカウトアメリカ連盟は2013年に禁令を廃止するまでホモセクシャルを退けていたことについて批判の矢面に立たされていた。
イギリスでは、イギリス・スカウト連盟が宗教的なちかいについて批判されてきたが、2014年に神へのつとめを言及したくない加盟員のための選択肢を提示した。
1920年代のソビエト連邦や1930年代のナチ政権のような共産主義政権や権威主義政権の下ではしばしばスカウティングは政府の統制下の運動に吸収されるか禁止された。現在もなお法的に活動を禁止されている国は以下の5カ国。
- 北朝鮮
- キューバ
- 中国本土（香港、マカオなどを除く）
- ラオス

この４カ国にアンドラ公国を加えた５カ国以外では、全ての地域においてスカウト活動が展開されている。

## スカウト運動経験者の著名人
NASAの宇宙飛行士の約3分の2や、月面を歩いた12人の宇宙飛行士のうち、11人がボーイスカウト出身である。他にもビル・ゲイツやマイケル・ジョーダン、スティーヴン・スピルバーグ、ジョン・F・ケネディなどもボーイスカウト出身だったとされている。

## 関連文献
- Laszlo Nagy, 250 Million Scouts, The World Scout Foundation and Dartnell Publishers, 1985
- World Organization of the Scout Movement, Scouting 'round the World. Facts and Figures on the World Scout Movement. 1990 edition. ISBN 2-88052-001-0
- Block, Nelson R.; Proctor, Tammy M. (2009). Scouting Frontiers:  Youth and the Scout Movement's First Century. Cambridge, UK: Cambridge Scholars Publishing. ISBN 1-4438-0450-9
- World Association of Girl Guides and Girl Scouts, World Bureau, Trefoil Round the World. 11th ed. 1997. ISBN 0-900827-75-0